# عداد أوراق اللعب (فلم)
عداد أوراق اللعب (بالإنجليزية: The Card Counter) هو فيلم دراما وجريمة واكشن أمريكي لعام 2021  من تأليف وإخراج بول شريدر. الفيلم من بطولة أوسكار إسحاق وتيفاني هاديش وتاي شيريدان وويليم دافو. يتابع الفيلم قصة المحقق العسكري السابق والذي يتحول إلى مقامر تطارده أشباح ماضيه.
عرض الفيلم لأول مرة في مهرجان البندقية السينمائي الدولي الثامن والسبعين في 2 سبتمبر 2021.
أصدرت الفيلم شركة فوكس فيتشرز إلى دور العرض الأمريكية في 10 سبتمبر 2021.

## القصة
يتحدث وليام تل (اوسكار إيزاك) عن فلسفته في المقامرة وكيف أصبح جيدًا في عد اوراق اللعب. يراهن بمال قليل ويكسب أموال قليلة لأنه يفضل الوجود المجهول. يخبرنا عن 8 سنوات قضاها في سجن عسكري لكنه لا يناقش جرائمه. نعرف أيضًا أن لديه عادة غريبة تتمثل في تغطية أثاث غرفته في الفندق بملاءات ولفها بالخيوط. في كازينو آخر، يلتقى ويليام مع لا ليندا (تيفاني هديش)، أحد معارفه من عالم المقامرة. تدير أعمال مجموعة من المستثمرين الذين يدعمون المقامرين مقابل جزء من أرباحهم. تعرض على ويليام تمويله واللعب على مستوى أعلى، لكنه يرفض.
يصادف ويليام ندوة حول الأمن يقدمها الرائد جون جوردو (ويليم دافو) في أتلانتيك سيتي، لكنه يقرر المغادرة على الفور، وفي طريقه للخروج، يقوم شاب يدعى كيرك (تاي شيريدان) بإخراج قطعة من الورق عليها اسمه ورقمه ويسلمها لويليام. يتعرض وليام لكابوس حول معسكر تعذيب في سجن حربي. يتصل ويليام بالشاب كيرك ويتفق الاثنان على الاجتماع. يخبر كيرك ويليام أنه يعرف من هو حقًا، أنه الجندي ويليام تيليش، الجندي الذي حوكم وأدين لدوره في التعذيب في سجن أبو غريب وإساءة معاملة السجناء. يوضح كيرك أن والده كان أيضًا في أبو غريب، وأنه كان رجلاً عنيفًا بسبب تجاربه، وقد هجرته أم كيرك، وفي النهاية قتل والد كيرك نفسه بسبب صدمته من الحرب. يحمل كيرك الرائد جوردو المسؤولية ويريد القبض عليه وتعذيبه وقتله. يطلب مساعدة ويليام لكنه يرفض. يطلب ويليام من كيرك أن يتجنب العنف، ويطلب منه أن يأتي معه أثناء جولاته في المقامرة.
يخبر ويليام لاليندا أنه يريد اللعب بمبالغ كبيرة للحصول على ما يسد به ديون الشاب كيرك لكي يبدأ حياة جديدة، ويخطط للعب لمدة عام كحد أقصى، ثم يعود إلى حياته المجهولة. بعد بعض مباريات بطولة العالم للبوكر يكسب ويليام المال لكنه يخسر أمام  من يطلق على نفسه أسم «السيد الولايات المتحدة» (الكسندر بابارا) وهو لاعب أوكراني بغيض. يكشف كيرك، في جولة تصفيات في بنما سيتي، أنه لا يزال يريد قتل غوردو. يعيد ويليام كيرك إلى نزله وتستيقظ داخله شخصية محقق السجن. يقنع كيرك بأخذ 150 ألف دولار لسداد ديونه وبدء حياة جديدة مع والدته في أوريغون. يغادر كيرك بالمال، ويصل ويليام إلى المرحلة النهائية لمباراة بطولة العالم للبوكر، وأثناء الاستراحة، يتلقى رسالة نصية من كيرك، يكشف أنه ذهب إلى منزل غوردو لقتله. يتشتت انتباه ويليام أثناء المباراة، ويخرج فجأة من ملعب القمار بالكازينو. يتفقد ويليام الأخبار ويرى أن كيرك فشل في خطته، وقتله غوردو. يقود ويليام طريقه طوال الليل للوصول إلى منزل غوردو. يزور غوردو تحت تهديد السلاح ويكشف عن هويته ولماذا هو هناك. وبدلاً من إطلاق النار عليه، يأخذ ويليام غوردو إلى غرفة مجاورة من أجل «إعادة تمثيل درامي» لوقتهم في أبو غريب. تصدر أصوات كلا الرجلين يصرخان، لكن أخيرًا يخرج ويليام من الغرفة مصابًا بجروح بالغة، ويستدعي الشرطة للإبلاغ عن جريمة قتل. يعود ويليام إلى نفس السجن العسكري، وتأتي لا ليندا لزيارته. يتواصل الاثنين مع بعضهما البعض عبر الزجاج العازل بين السجين والزائر، يضع كل منهما إصبعًا واحدًا على الزجاج الذي يفصل بينهما.

## الممثلون
- أوسكار إسحاق: في دور وليام تل
- تاي شيريدان: في دور كيرك
- تيفاني هاديش: في دور لا ليندا
- ويليم دافو: في دور جوردو
- بوبي سي كينغ: في دور سليبري جو
- الكسندر بابارا: في دور السيد الولايات المتحدة
- بريتون ويب: في دور روجر بوفورت
- مارلون هايز: في دور لاعب بوكر
- ايكاترينا بيكر: في دور سارة
- جويل ميشالي: في دور روني
- بيلي سلوتر: في دور خادم

بالاشتراك مع: ماركوس واين - دون لاي - هاسل كرومر - كالفين ويليامز.

## الإنتاج
أُعلن في أكتوبر 2019 أن أوسكار إيزاك قد شارك في الفيلم، وأن التأليف والإخراج من نصيب بول شريدر. أعلن شريدر في يناير 2020، أن تاي شيريدان وتيفاني هديش وويليم دافو قد تمت إضافتهم إلى فريق الممثلين.
بدأ التصوير في بيلوكسي، ميسيسيبي، في 24 فبراير 2020. توقف إنتاج الفيلم مؤقتًا في 16 مارس 2020، بعد أن ثبتت إصابة ممثل له دور صغير جاء من لوس أنجلوس بفيروس كوفد 19، وتم استئناف إنتاج الفيلم في 6 يوليو 2020، وانتهى بعد 6 أيام في 12 يوليو 2020.
حصلت شركة فوكس فيتشرز في يوليو 2020 على حقوق توزيع الفيلم في الولايات المتحدة  وصدر إلى دور العرض في 10 سبتمبر 2021.

## استقبال الفيلم
صدر الفيلم في نفس الوقت مع فيلم «كوينبينس Queenpins»، وفيلم «خبيث Malignant»، وحقق أرباحًا في اليوم الأول من افتتاح عطلة نهاية الأسبوع بمبلغ 422.430 دولارًا أمريكيًا وفي نهاية الأسبوع الثاني الافتتاحي بالكامل بمبلغ 385.285 دولارًا.
منح موقع الطماطم الفاسدة الفيلم تقييماً مقداره 87% بناءاً على آراء 135 ناقداً سينمائياً، وكتب إجماع نقاد الموقع: «بقيادة داء اوسكار إيزاك الرائع يضيف» عداد أوراق اللعب«فصلاً مهمًا آخر إلى تحقيق بول شريدر الطويل في المسؤولية الأخلاقية للإنسان».
منح موقع ميتاكريتيك الفيلم تقييماً مقداره 79% بناءاً على آراء 40 ناقداً سينمائياً،

## روابط خارجية
- عداد أوراق اللعب على موقع IMDb (الإنجليزية)
- عداد أوراق اللعب على موقع ميتاكريتيك (الإنجليزية)
- عداد أوراق اللعب على موقع روتن توميتوز (الإنجليزية)
- عداد أوراق اللعب على موقع ألو سيني (الفرنسية)
- عداد أوراق اللعب على موقع فيلمافينيتي (الإسبانية)
- عداد أوراق اللعب على موقع قاعدة بيانات الأفلام السويدية (السويدية)
- عداد أوراق اللعب على موقع قاعدة بيانات الفيلم (الإنجليزية)
- عداد أوراق اللعب على موقع ليتربوكسد (الإنجليزية)
- عداد أوراق اللعب على موقع كينوبويسك (الروسية)